# MAN TGE
MAN TGE – samochód osobowo-dostawczy klasy wyższej produkowany pod niemiecką marką MAN od 2017 roku.

## Historia i opis modelu

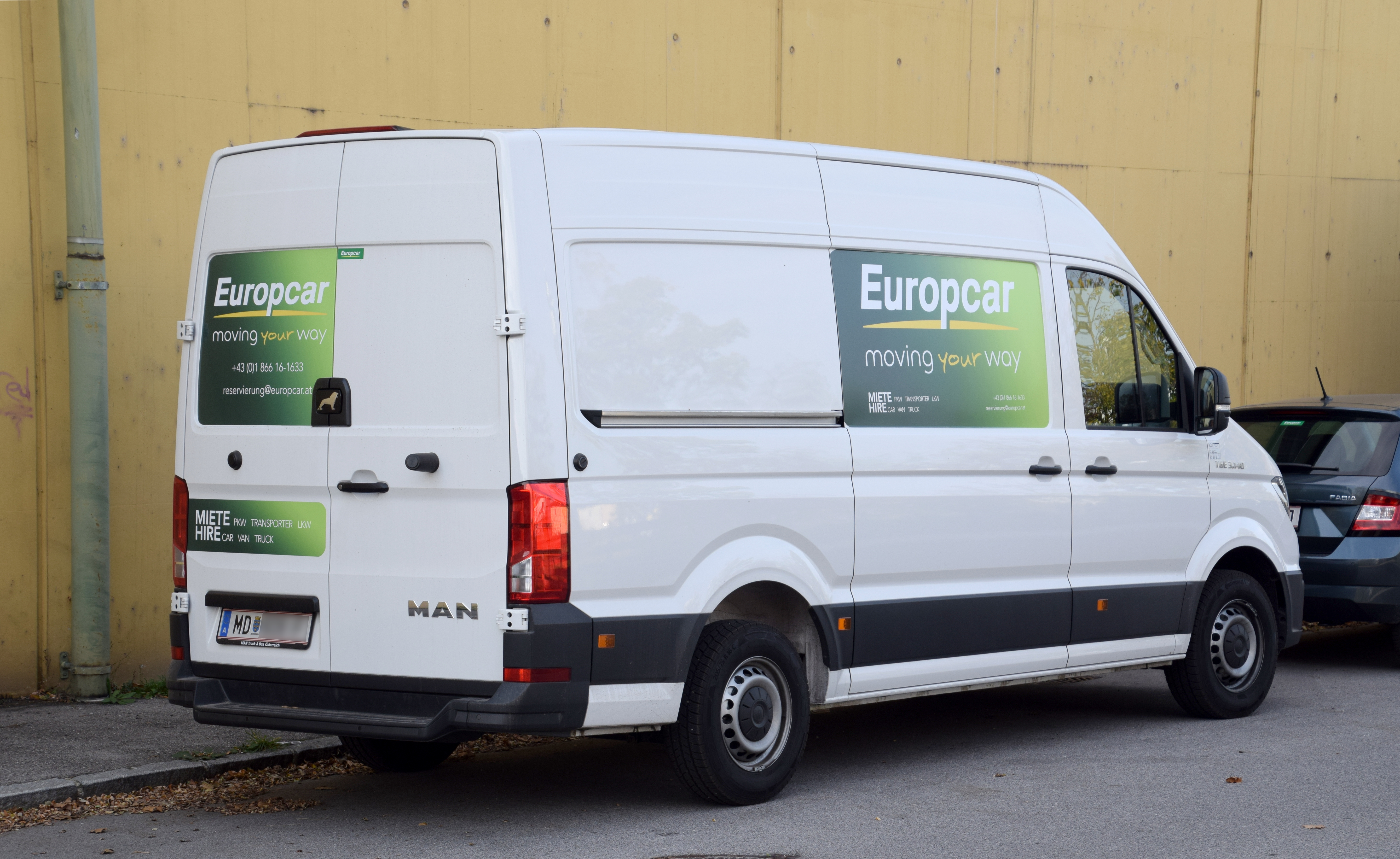
MAN TGE – tył

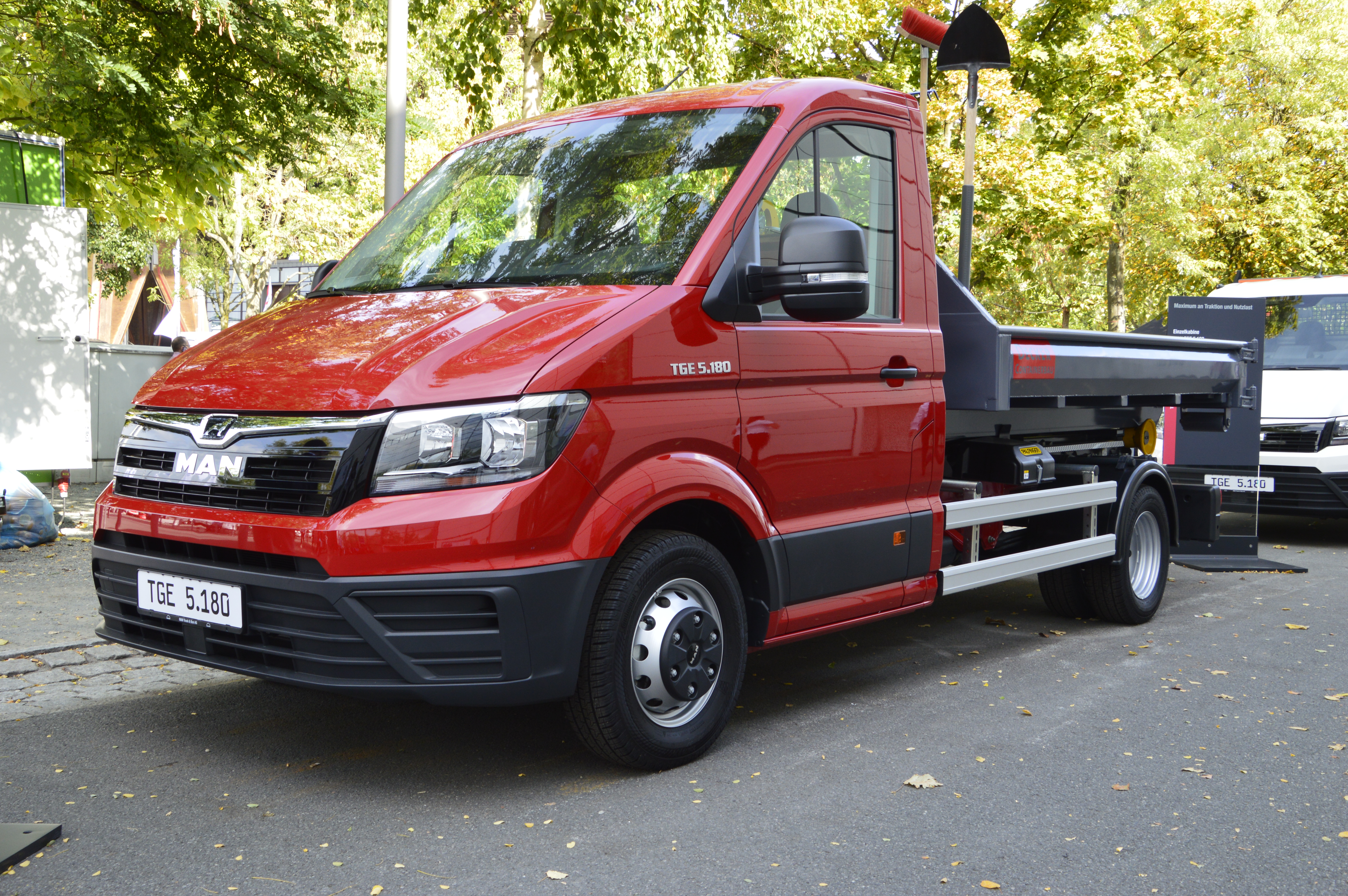
MAN TGE 5.180

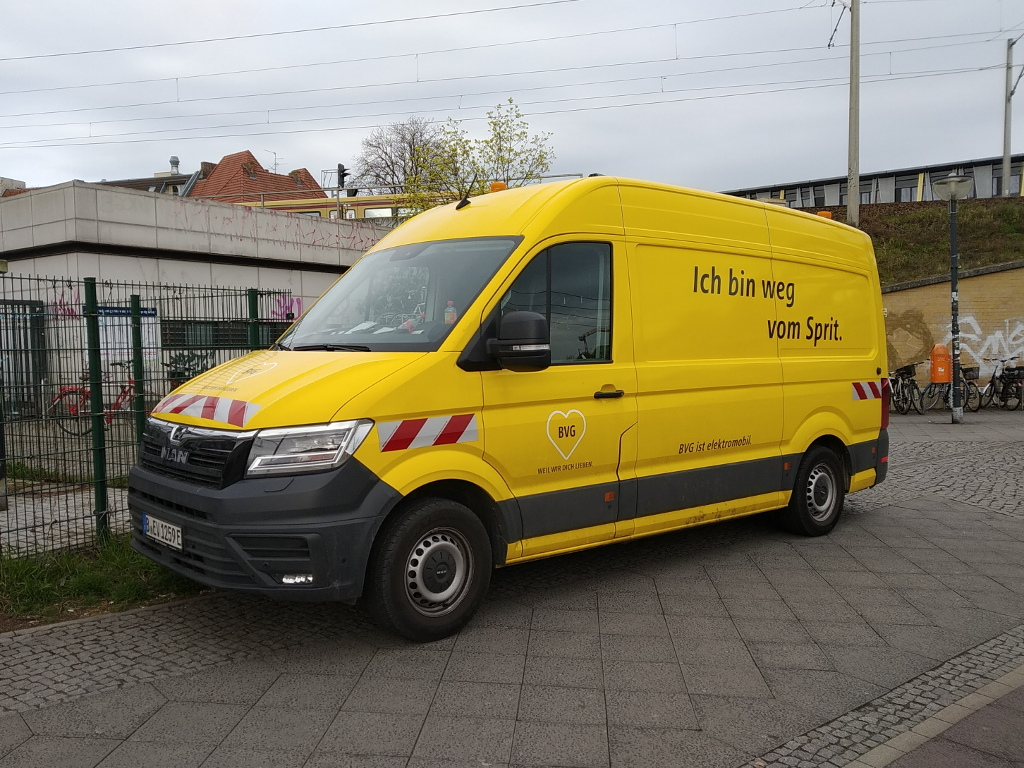
MAN eTGE

Podobnie jak bliźniaczy model Volkswagen Crafter drugiej generacji, pojazd produkowany jest na wspólnej linii produkcyjnej w fabryce Volkswagen AG we Wrześni, wchodzącej w skład spółki Volkswagen Poznań. Pierwsze zdjęcia pojazdu opublikowane zostały w sierpniu 2016 roku, a pierwsza oficjalna prezentacja pojazdu miała miejsce podczas targów pojazdów użytkowych w Hanowerze we wrześniu 2016 roku. W stosunku do modelu Crafter pojazd wyróżnia się inną atrapą chłodnicy, kształtem zderzaków, reflektorami oraz logo marki.
Podobnie jak model Crafter, auto oferowane jest z trzema rodzajami napędu, ze specjalnie zaprojektowaną wysokoprężną jednostką napędową o pojemności 2 l w czterech wariantach mocy, a także trzema opcjami wysokości pojazdu i kilkoma opcjami długości. W przeciwieństwie do modelu Crafter, auto oferowane i serwisowane jest w serwisach MAN-a.
Podobnie jak bliźniaczy Crafter model TGE oferowany jest w wersji elektrycznej, pod nazwą MAN eTGE.

### Wyposażenie
Standardowe wyposażenie pojazdu obejmuje m.in. klimatyzację, oświetlenie LED na przestrzeni ładunkowej, radar antykolizyjny, elektromechaniczne wspomaganie układu kierowniczego oraz system EBA.

### Silniki
Wysokoprężne:
- R4 2.0 TDI 102 KM
- R4 2.0 TDI 122 KM
- R4 2.0 TDI 140 KM
- R4 2.0 BiTDI 177 KM